# Jonathan Horne
Jonathan Horne (Kaiserslautern, 17 gennaio 1989) è un karateka tedesco, specializzato nel kumite, campione mondiale nel 2018 nella categoria oltre gli 84 kg e sei volte campione europeo individuale.